# 默圖
默圖（Metu）是埃塞俄比亞西南部奧羅米亞州伊路巴博的市集小鎮，座標8°18′N 35°35′E / 8.300°N 35.583°E，海拔1,605米，是重要的咖啡豆貿易中心。根據埃塞俄比亞中央統計局2005年的人口普查資料，默圖人口約19,298，其中男性9,686人，女性9,612人。